# Tri revne deklice
Je slovenska prekmurska ljudska pravljica. Govori o treh sestrah, ki so odšle po svetu in se znašle na hudičevem gradu, od koder so pobegnile in šle služit kralju. Zapisala jo je  Štiftar Marija, Polana iz zapuščine Julija Kontlerja.

## Pravljica
Mati je imela tri hčere. Najmlajši je bilo ime Barica. Ker je bila mati zelo revna, je poslala vse tri služit. Sestre so odšle od doma in prišle do velike hiše, kjer je gospodoval sam hudobec. 

»Ali potrebujete dekle?« je vprašala Barica, ko je potrkala na vrata.

»Potrebujemo, seveda potrebujemo,« jim je odgovoril vrag. »Kar pridite v hišo.«

Postregel jim je z dobro večerjo, dal jim je jesti in piti, kolikor so hotele, potem pa jih je poslal spat. Sredi noči pa je rekel vrag svoji ženi: 

»Nad posteljo sem jim nastavil velik kamen, ki bo vse tri med spanjem ubil. Ti zakuri peč, jaz pa pojdem po prijatelje, da se bomo z njimi mastili.«

Hudobec je odšel vabit prijatelje, Barica pa, ki je vse to slišala, je takoj zbudila sestri in jima povedala, kaj z njimi vrag namerava. Toda še preden so odšle, so zbudile hudobčevo hčer in ji rekle:

»Pojdi spat v našo posteljo, ker je toplejša kot tvoja. Me gremo namreč kuhat zajtrk in pospravljat kuhinjo.«

Sestre so odšle, hudobčeva hči pa se je ulegla v njihovo posteljo. Komaj se je ulegla, že padel kamen nanjo in jo ubil. Medtem pa so tri sestre bežale skozi gozdove in čez zelene travnike in pribežale do kraljevega gradu. 

»Dobri kralj, bi nas hotel vzeti za dekle?« je vprašala Barica mladega kralja.

»Vzamem vas, zakaj vas ne bi vzel,« je odgovoril kralj. »Prišle ste kot nalašč, ker ravno potrebujem tri dekle. Vendar mi povejte, odkod prihajate!«

Povedale so mu vse, kar so doživele pri hudobcu. Kralj jih je pazljivo poslušal, potem pa rekel: 

»Barica, čeprav si najmlajša, si najbolj pametna.«

»Tako, najmlajša je najbolj pametna,« sta se jezili sestri. »To pa že ni res.«

Starejši sestri sta sklenili, da bosta najmlajšo očrnili pri kralju.
 
»Milostljivi kralj,« je rekla najstarejša sestra, »hudobec, od katerega smo pobegnile, ima take copate, da z njimi lahko morje prestopiš. Barica ve zanje in bi vam jih lahko prinesla.«

Kralj je takoj poklical Barico in ji naročil, naj se vrne v hudobčevo hišo in mu prinese tiste copate. 

»Če jih ne prineseš,« ji je zagrozil, »potem mi ne pridi več pred oči, ker ti vzamem glavo.«

Deklici ni preostalo nič drugega, kot da je ubogala. Splazila se je v hudobčevo hišo, izmaknila copate in se že ob mraku vrnila h kralju. 

Drugi dan je stopila pred kralja srednja sestra in se zlagala: »Milostljivi kralj, najina sestra ve za hudobčevo začarano palico. Če s to palico udariš po vodi, se voda takoj umakne in lahko greš čez reko ali morje po suhem.«

Kralj je spet poklical Barico in rekel: 

»Vrni se k hudobcu in mi prinesi čarovno palico. Če je ne prineseš, mi ne hodi pred oči, ker ti vzamem glavo!«

Nič drugega ni preostalo Barici, kot da je odšla v hudobčev dom in srečno izmaknila čarovno palico. 

Tretji dan sta obe sestri stopili h kralju in mu rekli:

»Milostljivi kralj, vidiva, da si zelo naklonjen najini sestri, toda ona se ne zmeni za to. Če bi te vsaj malo cenila, bi ti že zdavnaj lahko prinesla zlate orehe, ki jih ima hudobec pod svojo posteljo.«

»Prinesi mi, Barica, od hudobca zlate orehe ali pa se skrij pred mojimi očmi, ker ti vzamem glavo!«

Spet je morala Barica na pot. Prišla je v hudobčevo hišo, v hiši do postelje in pod posteljo do zlatih orehov. Ko jih je dajala v vrečo, so orehi glasno ščočali, hudobec je skočil s postelje in Barico ujel. 

»Zdaj te pa imam!« je zatulil. »Dosti škode si mi že storila, vedno si ušla, toda sedaj mi več ne uideš.«

Zapovedal je ženi, naj ji da jesti in piti, medtem pa naj zakuri peč. Ko bo peč že tako vroča, da se bodo cunje vžgale na njej, naj zapre Barico v peč, da se lepo rdeče speče. Hudobec je nato vesel odšel vabit prijatelje na dobro kosilo. 

Hudobčeva žena je res zakurila peč, in ko je bila peč zadosti vroča, je pristavila k peči lopar in rekla Barici: 
»Sedi, dušica, na ta lopar, da bom videla, kako si težka.«

»Dobra mamca, saj bi sedla, če bi vedela kako je prav.«

Sedaj se je usedla hudobčeva žena na lopar in rekla: 

»Glej, tako moraš sesti na lopar!«

Samo to je še čakala Barica. Hitro je zgrabila za lopar in potisnila hudobčevo ženo v razbeljeno peč, potem pa pograbila vrečo zlatih orehov in se z njimi vrnila h kralju. 

Kralju je junaška deklica vedno bolj ugajala. 

»Ti boš moja ženica!« ji je rekel in jo še isti dan vzel za ženo in kraljico.
 
Živela sta srečno, dokler nista umrla.

## Analiza pravljice
- pripovedovalec: tretjeosebni, vsevedni;
- književne osebe: 
  - Barica,
  - Baričini sestri,
  - hudobec,
  - hudobčeva žena,
  - kralj,
  - mati;
- književni prostor in čas nista znana;
- slogovne značilnosti: 
  - pomanjševalnice (dušica),
  - ukrasni pridevki (milostljivi kralj, zlati orehi, razbeljena peč ...),
- motivi:
  - motiv treh sester (najmlajša dobrega srca, starejši sestri hudobni),
  - motiv hudiča,
  - motiv revščine (sestre gredo po svetu iskat službo);
- konec je srečen.

## Analiza pravljice po Alenki Goljevšček
- izročenost:  kralj določi, kaj mora Barica storiti, da bo lahko ostala pri njem;
- selstvo: potovanje, skozi gozdove in čez zelene travnike s hudičevega gradu;
- milenarizem: Barica je na koncu nagrajena s poroko s kraljem

## Ljudske značilnosti
- avtor ni znan;
- glavni lik je imenovan s tipičnim prekmurskim imenom - Barica;
- narečne besede: ščočali;
- pravljično število: tri (tri sestre, trije čudežni predmeti, tretji dan sta sestri stopili h kralju);
- čarobni predmeti: 
  - copati, s katerimi lahko morje prestopiš;
  - začarana palica, ki umakne vodo in
  - zlati orehi.

## Motivno-tematske povezave
- Motiv treh hčera: Pravljica o soli.
- Motiv hudiča: Strah, Zakleti mlin, Razbojnik Madaj, Vrag v župnikovi pšenici.
- Motiv revščine: Zviti Martin, O treh grahih.

## Značilnosti vseh pripovedi iz knjige Slepi bratec: Prekmurske ljudske pripovedi
- Izbrane prekmurske ljudske pripovedke in pravljice.
- Avtor ni znan.
- Čutijo se zgodovinski vplivi: 
  - verski (širjenje protestantizma) in
  - izoliranost Prekmurja od ostalih delov Slovenije (narečje se močno razlikuje od slovenskega knjižnega jezika).
- Tematski poudarek na milenarizmu: zaradi dobrote so glavni literarni liki na koncu bogato nagrajeni.
- Pogosto omenjena revščina: junaki gredo po svetu iskat srečo (O treh grahih, Zviti Martin)
- Pogosti motivi: 
  - treh bratov (Račke, mravlje in čebelice, Slepi bratec, Zlato jabolko), tudi treh hčera (Tri revne deklice);
  - hvaležnih živali (Račke, mravlje in čebelice, Slepi bratec, Rjava škatlica);
  - hudiča (Tri revne deklice).
- Slogovne značilnosti: 
  - pomanjševalnice,
  - ponavljanja,
  - ukrasni pridevki,
  - narečne besede,
  - pravljična števila (najpogostejše število tri),
  - potovanje je prestavljeno v sfero čudežnega: ni časovnih ovir, prevelikh razdalj.
- Književne osebe:
  - realne ali fantastične;
  - liki so poimenovani po poklicu, družbenem položaju, običajno predstavljajo isto lastnost (mačeha – zlobna, kraljična – lepa), kadar imajo imena so tipično prekmurska;
  - črno-belo slikanje oseb (hudoben – dober, reven – bogat);
  - personificirani liki: živali, rastline, predmeti;
  - nastopajo vile sojenice, grofi, kralji, zaklete kraljične, dobri starčki in starke, človeku prijazne živali (največkrat petelin, tudi kače), hudobne čarovnice in čarovniki, krvoločni zmaji, razbojniki; Ogri, Romi ...